# Adamnano di Iona
Adamnano di Iona (627 – Iona, 704) è stato un monaco irlandese, divenuto abate dell'Abbazia di Iona nell'omonima isola.
Fu autore di diversi scritti a carattere religioso, tra i quali è da annoverare il De locis sanctis del 698, nella quale descrive la Palestina basandosi sul resoconto del pellegrinaggio in Terrasanta del monaco e vescovo Arculfo, e la Vita di San Columba. Fu anche promulgatore, in qualità di giurista, della Law of innocents o Lex innocentium, nota anche con il nome di Cáin Adomnáin o Legge di Adomnán; è considerato santo dalle popolazioni scozzesi e irlandesi

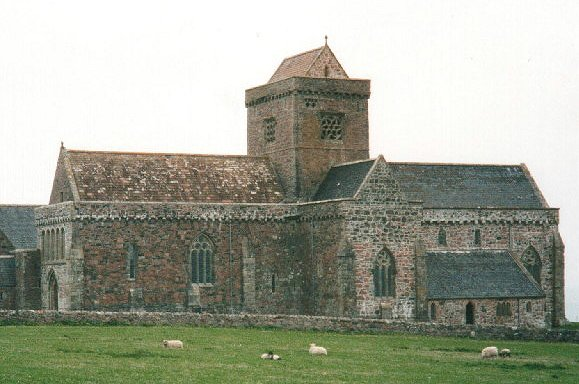
L'Abbazia di Iona

## Biografia
Adomnán era discendente di Colmán mac Sétna, cugino di San Columba e antenato, tramite suo figlio Ainmire, dei re di Cenél Conaill. Figlio di Rónán mac Tinne e di sua madre Ronat, proveniente dalla stirpe settentrionale dei Uí Néill con il nome di Cenél nÉnda. Il luogo di nascita di Adamnano è a tutt'oggi sconosciuto, sebbene si presuma che debba essere nato nel territorio appartenente alla sua famiglia, i Cenél Conaill, che dominavano nell'odierno Donegal. Alcuni aneddoti attribuiti a questo personaggio sembrano confermare questa ipotesi.
Molto probabilmente Adamnano iniziò la sua vita monastica presso il monastero di Druim Tuamma, ma potrebbe anche trattarsi di qualsiasi altro monastero nord-irlandese nella zona di Dál Riata. Alcuni commentatori moderni credono che egli non sia mai arrivato a Iona se non prima dell'avvento nell'Abbazia dell'Abate Failbe, il primo di cui Adamnano fornisce notizie nei suoi scritti. Tuttavia Richard Sharpe sostiene che probabilmente egli giunse all'isola di Iona durante l'amministrazione dell'abate Ségéne (c. 652). Qualunque sia stato il periodo e il luogo in cui egli ricevette la sua educazione, Adamnano si dimostrò capace di raggiungere una vasta erudizione. È stato suggerito dallo studioso Alfred Smyth che Adamnano trascorse alcuni anni di insegnamento e studio presso Durrow, ipotesi che non è stata accolta da tutti gli studiosi.
Nel 679 Adamnano fu eletto nono abate dell'Abbazia di Iona dopo San Columba. Divenuto Abate Adamnno strinse una forte amicizia con il re Aldfrith di Northumbria. Nel 684 è attestata una visita personale di Aldfrith ad Adomnán a Iona. Nel 686, dopo la morte del fratello di Aldfrith, re Egfrido di Northumbria e la successione di Aldfrith al trono, Adamnano si recò in Northumbria su richiesta diretta del re per una missione diplomatica presso il re Fínsnechta Fledach di Brega, con lo scopo di trattare la liberazione di sei prigionieri Gaeli catturati in guerra due anni prima, conseguendo pieno successo. In seguito, seguendo la tradizione missionaria del suo ordine, Adamnano, intraprese diversi viaggi in terra inglese. Si ipotizza, secondo la testimonianza di Beda il Venerabile, che Adamnano decise di adottare la data fissata per la festività di Pasqua secondo quanto stabilito dal  Sinodo di Whitby, proprio in conseguenza di un suo soggiorno in Northumbria, dove conobbe l'Abate Ceolfrith di Jarrow. Beda afferma che questa scelta introdusse nell'Abbazia guidata da Adamnano una scissione, a causa della quale Adamnano fu costretto ad allontanarsi dai suoi confratelli e a raggiungere l'Irlanda per convincere la sua popolazione cristiana ad adottare la festività pasquale secondo il rituale romano. Tuttavia questa conclusione di Beda è considerata di scarsa credibilità dagli storici, sebbene sia vero che Adamnano abbia adottato il giorno di Pasqua secondo i dettami di Roma.
Nel 697, Adamnano promulgò la cosiddetta Cáin Adomnáin, che significa letteralmente "Canoni" o "Legge di Adomnán". Questa opera venne promulgata all'interno di un'assemblea tra rappresentanti del popolo irlandese, di Dal Ríatan e dei Pitti al Sinodo di Birr. Si tratta di una serie di leggi ideate per garantire la salvaguardia e l'incolumità in tempo di guerra di tutto il personale non militare. Per questo motivo esso è anche conosciuto come e "Legge degli Innocenti". Si tratta della prima iniziativa in assoluto con questo scopo registrata in Europa, e come tale essa è spesso considerata un prototipo della Convenzione di Ginevra e della Dichiarazione universale dei diritti dell'uomo.
Adomnano morì nel 704 e venne santificato dalle popolazioni scozzesi e irlandesi, diventando una delle figure più importanti della storia di entrambi i popoli. La sua festività è commemorata il 23 settembre. Insieme a San Colombano, egli è patrono della Diocesi di Raphoe, che comprende gran parte della contea del Donegal nel nord-ovest dell'Irlanda.

## Le opere
Lo scritto più importante di questo studioso, e quello per il quale è maggiormente conosciuto, è senza dubbio la Vita Columbae ("Vita di Columba"), una agiografia del fondatore dell'Abbazia di Iona, San Columba. Si tratta della fonte storica risalente al primo medioevo scozzese più importante in assoluto, ed è considerata una testimonianza fondamentale per la nostra conoscenza della popolazione dei Pitti, così come per la conoscenza della vita quotidiana nell'isola di Iona e nel suo monastero. Tuttavia Adamnano non fu autore di questo unico scritto; egli scrisse infatti il De locis sanctis ("Sui Luoghi Santi"), un resoconto dei centri più importanti della Cristianità oggetto di pellegrinaggio. Adamnano attinse gran parte delle sue informazioni dalla testimonianza del vescovo franco di nome Arculfo, il quale aveva visitato personalmente l'Egitto, Roma, Costantinopoli e la Terrasanta, prima di giungere a Iona. Adamnano riteneva così importante questa sua opera che ne affidò una copia al suo discepolo Aldfrith, sovrano di Northumbria (685-704). È attribuita a questa figura anche la composizione di un certo numero di poesie in gaelico, compresa la celebrazione della vittoria del re dei Pitti Bridei (671-93) sull'esercito dei Northumbri nella battaglia di Dunnichen nel 685.

## Tradizione
Nella sua terra natale, il Donegal, il santo ha dato il suo nome a diverse istituzioni ed edifici tra i quali sono da annoverare:
- La Cattedrale di Sant'Eunan nel Letterkenny, Contea di Donegal; sede del vescovo di Raphoe,
- Il St Eunan's College, una prestigiosa scuola secondaria di Letterkenny,
- La St Eunan's NS, una scuola pubblica nel piccolo villaggio di Laghey, a sud della città di Donegal Town,
- Il St Eunan's GAA, una squadra calcistica locale di Letterkenny, fondata nel 1927.